# Newport (Devon)
Newport – dzielnica miasta Barnstaple, w Anglii, w Devon, w dystrykcie North Devon. W 2011 roku dzielnica liczyła 4629 mieszkańców. Leży 52,9 km od miasta Exeter, 78,4 km od miasta Plymouth i 280,1 km od Londynu.